# William Ball
William Ball (o Balle, c. 1631–1690) fue un astrónomo británico, uno de los miembros fundadores de la Royal Society, nombrado el primer tesorero de la institución el 28 de noviembre de 1660, y en el cargo hasta 1663.

## Semblanza
Era el hijo mayor de Sir Peter Ball y de Anne Cooke, hija de William Cooke (1572-1619), un rico terrateniente que fue miembro del parlamento en distintas ocasiones. Con el tiempo se convirtió en un apasionado astrónomo, realizando numerosas observaciones con el telescopio de doce pies de su propiedad. En 1655, cuando los Anillos de Saturno habían desaparecido aparentemente debido a su posición alineada con respecto a la Tierra, Ball y su hermano Peter pudieron observarlos como una banda (o "fascia") orlando el planeta. El mismo año determinaron el período de rotación propia de Saturno.
En 1660 sufrió una grave caída desde una altura de casi 10 metros, lo que le dejó graves secuelas para el resto de su vida. En 1666 se retiró a su propiedad en Devon y en 1668 se casó con Mary Posthuma Hussey, con quien tuvo seis hijos. La administración de las propiedades de su familia junto con su alejamiento de Londres le dejaron muy poco tiempo para continuar con sus intereses científicos.
En un resumen de sus observaciones de Saturno en 1665, su colega Robert Moray remarcó que allí aparecía "no una sola figura de forma circular abrazando el planeta, sino dos...". Este críptico comentario dio lugar a mediados del siglo XIX a una reclamación acerca de que Ball había observado lo que ahora se conoce como la división de Cassini en los anillos de Saturno diez años antes que el propio Cassini, por lo que debería llamarse la "división de Ball".  Aun así, el examen de los dibujos de sus observaciones no apoya esta reclamación.

## Reconocimientos
- El cráter lunar Ball lleva este nombre en su honor.[6]